# Tarawa-Nord

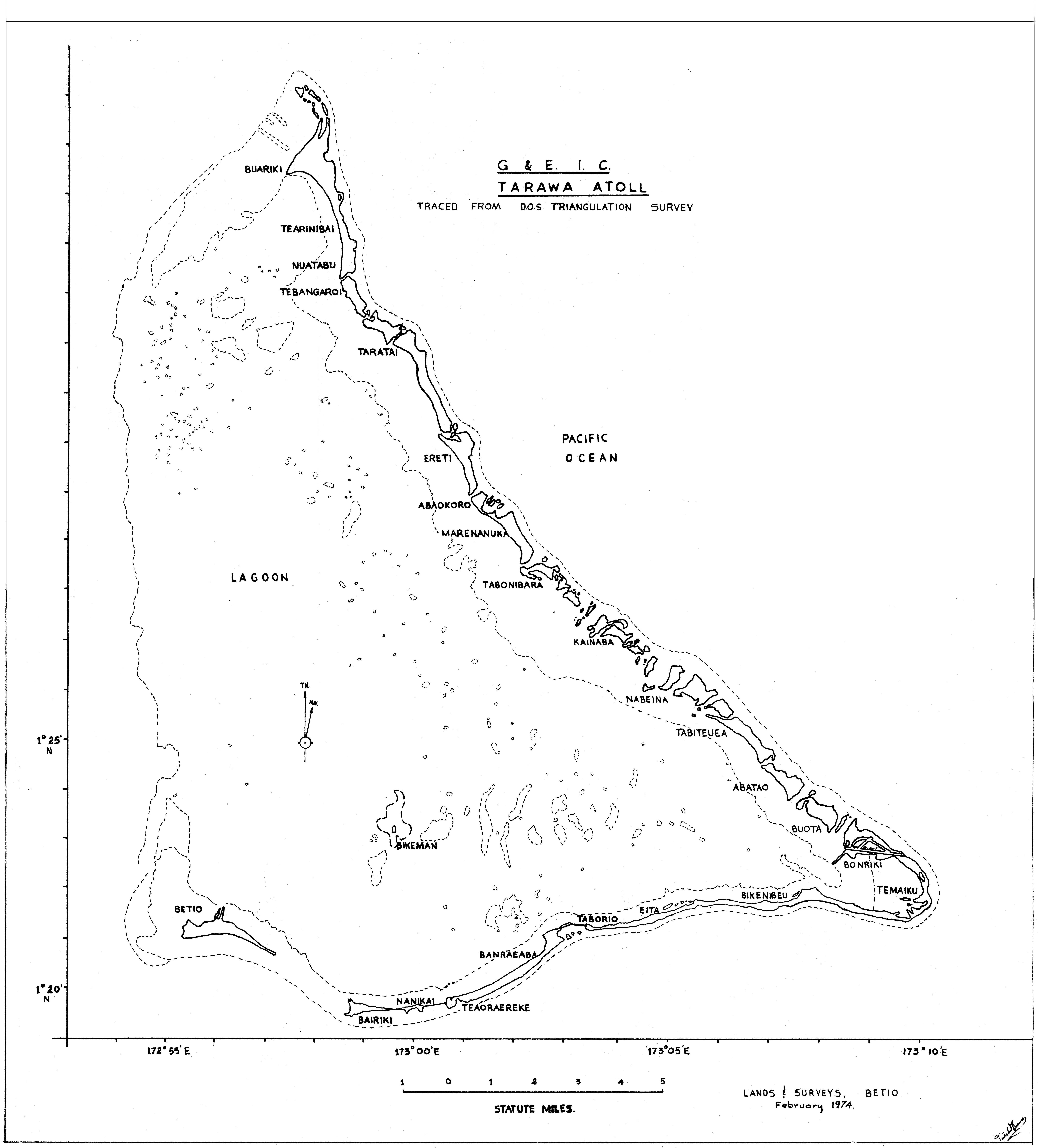
Carte de Tarawa

Tarawa-Nord (en gilbertin Tarawa Ieta) est une des trois communautés urbaines (en anglais Urban Council) de l'atoll de Tarawa. Séparée de Tarawa-Sud par une passe au nord de Bonriki (aéroport international), c'est la moins peuplée des trois communautés de l'atoll (avec 6 619 habitants en 2015) et la plus isolée, aucun pont ne la reliant aux autres. Le village de Buota est le plus peuplé avec 1 871 habitants en 2015. Dans le village de Taborio, se situe l’Immaculate Heart College (lycée catholique). Son nom gilbertin (ieta) signifie le mât (d'une voile) en raison de la forme générale allongée de l'atoll. Tarawa-Nord est représentée à la Maneaba ni Maungatabu par trois sièges de députés.
Sa plaque minéralogique est ETC (de Eutan Town Council) mais les voitures sont rares faute de routes.

## Site Ramsar
Tarawa-Nord est désigné site Ramsar le 4 mars 2013, notamment pour ses lagons, mangroves et récifs coralliens.